# La Septième Victime (nouvelle)
Ne doit pas être confondu avec La Septième Victime (film, 1943) ou La Dixième Victime.
La Septième Victime (titre original : The Seventh Victim) est une nouvelle de science-fiction, à saveur dramatique et humoristique, écrite par Robert Sheckley et publiée pour la première fois en avril 1953 dans la revue Galaxy Science Fiction. 
La nouvelle est une satire sociale du devenir de l'humanité et constitue une dystopie, autour du thème de la « chasse à l'homme » autorisée et favorisée par les autorités. 

## Publications en France
La nouvelle est parue en français dans la revue Galaxie (première série) n°4 en mars 1954.
Elle est ensuite notamment parue dans l'anthologie Le Prix du danger (1983, 1987, 1993).

## Résumé
Après la Quatrième Guerre mondiale, le meurtre a été légalisé par la création de l'ODE (« Office de Défoulement Émotionnel » - Emotional Catharsis Bureau) qui regroupe Chasseurs et Proies. Environ un tiers de la population y participe, mais bien rares sont ceux qui parviennent au bout des dix épreuves réglementaires permettant d'accéder au célèbre « Club des 10 » (« The Tens »). Ce Club regroupe les personnes qui ont à leur actif 20 assassinats : 10 en tant que Victime ayant tué un Chasseur, 10 en tant que Chasseur ayant tué une Victime.
Le héros de la nouvelle, Stanton Frelaine, est parvenu à sa 7e participation en tant que Chasseur. Il apprend qu'il doit abattre une jeune femme qui réside à New York, Janet-Marie Patzig. 
Il se rend dans la ville, fait des repérages, et découvre sa future victime attablée à la terrasse d'un café. Il cherche les « Dépisteurs » de la jeune femme, mais n'en trouve pas. Intrigué par la facilité avec laquelle il pourrait la tuer, il décide de s'approcher d'elle, puis de l'aborder. Elle n'est pas armée et semble atteinte d'une infinie tristesse.
Ils engagent la conversation, et elle lui révèle qu'elle est une Proie. Quand elle s'était inscrite sur l'ODE, elle pensait pouvoir trouver une certaine excitation, mais en fin de compte elle a découvert qu'elle n'a aucun penchant pour le meurtre, ni même aucune qualité pour défendre sa vie. Elle sait qu'elle va prochainement mourir : elle s'attend à l'inéluctable.
Stanton Frelaine passe tout l'après-midi avec elle puis une partie de la soirée. Ils se rendent notamment dans des arènes des combats de gladiateurs. Il est étonné de découvrir qu'il ressent certains sentiments pour Janet-Marie : elle est si belle, si féminine, si fragile, mais aussi si vivante. Quel épouvantable gâchis ! En fin de compte il réalise que lui, Chasseur, est en train de tomber amoureux de sa Proie.
Sur un coup de tête, alors qu'ils sont chez elle, il lui révèle la terrible vérité : il est le Chasseur qui devait la tuer, mais il renonce à son projet.
Elle s'approche de lui, une cigarette et un briquet à la main. Pointant le (faux) briquet vers lui, Janet lui tire une balle. La nouvelle se termine par ces mots : « Le coup en pleine poitrine le faucha littéralement et il s'écroula sur la table. L'arme lui échappa des mains. Hoquetant, encore à demi-conscient, il la vit viser soigneusement le coup de grâce et, tandis que l'index de Janet se crispait sur la détente, il l'entendit s'exclamer avec béatitude : — Maintenant, je vais pouvoir entrer au Club des Dix. »

## Autour de la nouvelle
Robert Sheckley reprendra le thème de la chasse à l'homme dans la nouvelle Le Prix du danger (1958) qui inspirera des films comme Le Prix du danger d'Yves Boisset (1983), Le Gladiateur du futur de Joe D'Amato (1983) ou indirectement Running Man de Paul Michael Glaser (1987), ce dernier étant tiré du roman Running Man (1982) de Stephen King.
Le thème de la Chasse à l'homme sous forme de jeu avait déjà été abordé auparavant : en premier lieu, Les Chasses du comte Zaroff d'Ernest B. Schoedsack et Irving Pichel (1932) et ses nombreux remakes parmi lesquels A Game of Death de Robert Wise (1945) ou La Course au soleil de Roy Boulting (1956).

### Lire la nouvelle en version originale
- (en) Dans les archives de Galaxy Magazine (p. 38 à 51) - Texte tombé dans le domaine public.